# Karol Hetper
Karol Hetper (ur. 24 marca 1851 w Dąbrówce, powiat Jasło, zm. 17 kwietnia 1909 we Lwowie) – leśnik polski, nauczyciel.
Był synem Jana, leśniczego. Z dyplomem gimnazjalnym podjął w 1871 studia z leśnictwa na Akademii Leśnej Mariabrunn pod Wiedniem, które od 1872 łączył ze studiami rolniczymi. Oba kierunki ukończył w 1874 i przez rok był asystentem w katedrze geodezji na tej samej uczelni (u Josefa Schlesingera). W latach 1875–1879 pracował jako asystent w Leśnictwie Państwowym Bolechów (powiat Dolina), następnie był asystentem w katedrze urządzania lasu w Hochschule für Bodenkultur w Wiedniu (1879–1880, u Arthura von Seckendorffa-Gudenta).
W latach 1880–1882 był asystentem w Leśnictwie Państwowym Kniażdwór (powiat Kołomyja), w latach 1882–1885 zarządcą w Leśnictwie Państwowym Polanica (powiat Dolina), wreszcie w latach 1885–1893 nadleśniczym w Bolechowie. Jednocześnie uczył i kierował tamtejszą państwową niższą szkołą leśną. W 1893 przeniósł się do Lwowa, gdzie był lustratorem i dyrektorem II Oddziału Dyrekcji Lasów Państwowych. W 1907 otrzymał tytuł starszego radcy leśnictwa. W 1882 był w gronie założycieli Galicyjskiego Towarzystwa Leśnego.
Zmarł 17 kwietnia 1909 we Lwowie. Pozostawił dwóch synów Antoniego i Józefa, obaj byli leśniczymi w dobrach prywatnych na terenie Galicji.